# (34873) 2001 UF6
2001 يو أف 6 (ويعرف أيضًا باسم (34873) 2001 يو أف 6 وفق تسمية الكوكب الصغير) (بالإنجليزية: 2001 UF6)‏ هو كويكب ضمن حزام الكويكبات؛ وترتيبه 34873 من حيث الاكتشاف.
اكتُشف هذا الجُرم الفلكي بواسطة Jaume Nomen ‏ في 20 أكتوبر 2001.

## وصلات خارجية
- (34873) 2001 UF6 في قاعدة بيانات مختبر الدفع النفاث لأجرام النظام الشمسي الصغيرة

- الاكتشاف · مخطط المدار ·  العناصر المدارية · المعلمات المادية

- (34873) 2001 UF6 على موقع ويكي سكاي: DSS2, SDSS, GALEX, IRAS, Hydrogen α, X-Ray, Astrophoto, Sky Map, Articles and images